# Иванкивски музей за история и краезнание
Иванкивският музей за история и краезнание (на украински: Іванківський історико-краєзнавчий музей) е исторически и краеведски музей в украинския град Иванкив, Киевска област, който по сведения е разрушен по време на руското нападение над Украйна, довело до потенциалната загуба на над 20 творби на украинската приложничка Мария Примаченко.

## История
Иванкивският музей за история и краезнание отваря врати на 21 февруари 1981 г. и се намира на място на археологически разкопки, датирани към средновековния период. Музеят включва няколко експозиции, свързани с Чернобил, Афганистан и Втората световна война. От 2016 до 2018 година концепцията за музея е разработена наново, за да бъдат включени в колекциите новите експонати, получени в музея след основаването му. През 2021 година музеят организира изложба на еврейското културно наследство в Иванкив.

## Музейна колекция
Музейната колекция включва творби на художничките приложнички Мария Примаченко, Хана Верес и нейната дъщеря Валентина Верес. Кариерата на самата Примаченко започва като част от Иванкивската бродерийна кооперация. Сбирката включва и природонаучни експонати и археологически находки.

## Сведения за унищожението на музея
По медийна информация на 27 февруари 2022 г., по време на сраженията при Иванкив, музеят изгаря до основи. При все това, според публикация в социалната мрежа на журналиста Таня Гончарова, местните хора са успели да спасят от огъня някои от творбите на Мария Примаченко, съхранявани в музея. По думите на превнучката на Мария Примаченко, Анастасия, в интервю пред вестник The Times, десет творби на художничката са спасени от местен жител, който влиза в музея, докато той гори. Над 650 други произведения на Примаченко се пазят в колекцията на Музея на народното фолклорно декоративно изкуство в Киев.
Сред реакциите на случилото се, в свой пост в социалните мрежи директорът на Вишгородския исторически и културен резерват Влада Литовченко описва загубата като „непоправима“. Министърът на културата на Украйна Олександър Ткаченко отправя искане Русия да бъде лишена от членството си в ЮНЕСКО. На 28 февруари Международният съвет на музеите публикува декларация, с която заклеймява „умишленото унищожение (чрез огън)“ на музея, което „хвърля светлина върху осезаемия и необратим ефект на тази неморална и непровокирана война“.